# فرودگاه بین‌المللی شاه‌جلال
فرودگاه بین‌المللی حضرت شاه‌جلال (به انگلیسی: Shahjalal International Airport) یک فرودگاه همگانی با کد یاتا DAC است که یک باند فرود بتن / آسفالت دارد و طول باند آن ۳۲۰۰ متر است. این فرودگاه در شهر داکا کشور بنگلادش قرار دارد و در ارتفاع ۸ متری از سطح دریا واقع شده‌است.

## شرکت‌های هواپیمایی و مقصدهای پروازی
| شرکت‌های هواپیمایی           | مقصدهای پروازی | پایانه1   |
| --------------------------- | --- | --------- |
| ایرآسیا                     | فرودگاه بین‌المللی کوالالامپور | بین‌المللی |
| ایر ایندیا                  | فرودگاه بین‌المللی نتاجی سبهاش چندر بوس | بین‌المللی |
| بانکوک ایرویز               | فرودگاه بین‌المللی سووارنابومی | بین‌المللی |
| بیمان بنگلادش ایرلاینز      | فرودگاه باریسال، فرودگاه بین‌المللی شاه امانت، فرودگاه کاکس بازار، فرودگاه جسور، فرودگاه شاه مخدوم، فرودگاه سیدپور، فرودگاه بین‌المللی عثمانی | داخلی     |
| بیمان بنگلادش ایرلاینز      | فرودگاه بین‌المللی ابوظبی، فرودگاه بین‌المللی سووارنابومی، فرودگاه بین‌المللی ملک فهد، فرودگاه بین‌المللی حمد، فرودگاه بین‌المللی دوبی، فرودگاه بین‌المللی هنگ کنگ، فرودگاه بین‌المللی ملک عبدالعزیز، فرودگاه بین‌المللی تریبهوان، فرودگاه بین‌المللی نتاجی سبهاش چندر بوس، فرودگاه بین‌المللی کوالالامپور، فرودگاه بین‌المللی کویت، فرودگاه هیترو لندن،2 فرودگاه بین‌المللی مسقط، فرودگاه بین‌المللی ملک خالد، فرودگاه چانگی سنگاپور، فرودگاه بین‌المللی یانگون | بین‌المللی |
| هواپیمایی شرقی چین          | فرودگاه بین‌المللی کونمینگ چانگشوی | بین‌المللی |
| هواپیمایی جنوبی چین         | فرودگاه بین‌المللی بایون گوآنگجو | بین‌المللی |
| دراگون‌ایر                   | فرودگاه بین‌المللی هنگ کنگ | بین‌المللی |
| دروک ایر                    | فرودگاه بین‌المللی سووارنابومی، فرودگاه بین‌المللی نتاجی سبهاش چندر بوس، فرودگاه پارو | بین‌المللی |
| هواپیمایی امارات            | فرودگاه بین‌المللی دوبی | بین‌المللی |
| هواپیمایی اتحاد             | فرودگاه بین‌المللی ابوظبی | بین‌المللی |
| فلای‌دبی                     | فرودگاه بین‌المللی دوبی | بین‌المللی |
| کویت ایرویز                 | فرودگاه بین‌المللی کویت | بین‌المللی |
| هواپیمایی مالزی             | فرودگاه بین‌المللی کوالالامپور | بین‌المللی |
| مالدیوین                    | فرودگاه بین‌المللی چنای، فرودگاه بین‌المللی ابراهیم نصیر | بین‌المللی |
| مالیندو ایر                 | فرودگاه بین‌المللی کوالالامپور | بین‌المللی |
| نوووایر                     | فرودگاه بین‌المللی شاه امانت، فرودگاه کاکس بازار، فرودگاه جسور، فرودگاه بین‌المللی عثمانی | داخلی     |
| نوووایر                     | فرودگاه بین‌المللی یانگون | بین‌المللی |
| عمان ایر                    | فرودگاه بین‌المللی مسقط | بین‌المللی |
| هواپیمایی بین‌المللی پاکستان | فرودگاه بین‌المللی جناح | بین‌المللی |
| قطر ایرویز                  | فرودگاه بین‌المللی حمد | بین‌المللی |
| Regent Airways              | فرودگاه بین‌المللی شاه امانت، فرودگاه کاکس بازار | داخلی     |
| Regent Airways              | فرودگاه بین‌المللی سووارنابومی، فرودگاه بین‌المللی تریبهوان، فرودگاه بین‌المللی نتاجی سبهاش چندر بوس، فرودگاه بین‌المللی کوالالامپور، فرودگاه چانگی سنگاپور | بین‌المللی |
| روتانا جت                   | فرودگاه بین‌المللی ابوظبی | بین‌المللی |
| هواپیمایی سعودی             | فرودگاه بین‌المللی ملک فهد، فرودگاه بین‌المللی ملک عبدالعزیز، فرودگاه شاهزاده محمد بن عبدالعزیز، فرودگاه بین‌المللی ملک خالد | بین‌المللی |
| سنگاپور ایرلاینز            | فرودگاه چانگی سنگاپور، فرودگاه بین‌المللی باندرانیکی | بین‌المللی |
| تای ایرویز اینترنشنال       | فرودگاه بین‌المللی سووارنابومی | بین‌المللی |
| تایگرایر                    | فرودگاه چانگی سنگاپور | بین‌المللی |
| ترکیش ایرلاینز              | فرودگاه بین‌المللی آتاترک | بین‌المللی |
| یونایتد ایرویز              | فرودگاه بین‌المللی شاه امانت، فرودگاه کاکس بازار، فرودگاه شاه مخدوم، فرودگاه سیدپور، فرودگاه بین‌المللی عثمانی | داخلی     |
| یونایتد ایرویز              | فرودگاه بین‌المللی حمد، فرودگاه بین‌المللی ملک عبدالعزیز، فرودگاه بین‌المللی جناح، فرودگاه بین‌المللی نتاجی سبهاش چندر بوس، فرودگاه بین‌المللی کوالالامپور، فرودگاه شاهزاده محمد بن عبدالعزیز، فرودگاه بین‌المللی مسقط | بین‌المللی |
| US-Bangla Airlines          | فرودگاه بین‌المللی شاه امانت، فرودگاه کاکس بازار، فرودگاه جسور، فرودگاه سیدپور، فرودگاه بین‌المللی عثمانی | داخلی     |